# Franz Leopold von Leonrod
Franz Leopold von Leonrod, né le 26 août 1827 à Ansbach et mort le 5 septembre 1905 à Eichstätt, fut évêque d'Eichstätt de 1867 à 1905.

## Biographie
Franz Leopold von Leonrod descend d'une ancienne famille de Souabe et de Franconie. Il fait ses humanités au lycée d'Eichstätt (aujourd'hui lycée Saint-Willibald (de)), puis entre au Collegium Germanicum fondé à Rome par Jules III en 1522. Pendant la révolution romaine de 1848, Franz Leopold von Leonrod poursuit ses études en droit canonique à l'université d'Eichstätt (de).
Devenu prêtre, il sert dans différentes paroisses du sud du royaume de Bavière. Il est consacré évêque en 1867 par le nonce apostolique, Pier Francesco Meglia.
Lorsque le concile Vatican I s'ouvre à Rome, il est persuadé de la nécessité du renforcement du rôle spirituel du pape dans le monde changeant de l'époque et il adhère aux conclusions du concile en 1870. L'Allemagne de Bismarck entre alors en plein Kulturkampf, dont les effets se font quelque peu sentir aussi en Bavière, mais de manière atténuée. L'évêque d'Eichstätt décide de rehausser le niveau d'études des séminaristes et des prêtres. Il réunit quatre fois la conférence épiscopale de Bavière dans son diocèse et visite plusieurs fois ses paroisses. Il fait publier en 1882-1883 un petit catéchisme et un catéchisme pour adolescents qui sont pris comme modèles dans d'autres diocèses germanophones.
Son nom est attaché aussi à la restauration de la cathédrale d'Eichstätt. Une place de la ville a été nommée en sa mémoire.

## Articles connexes

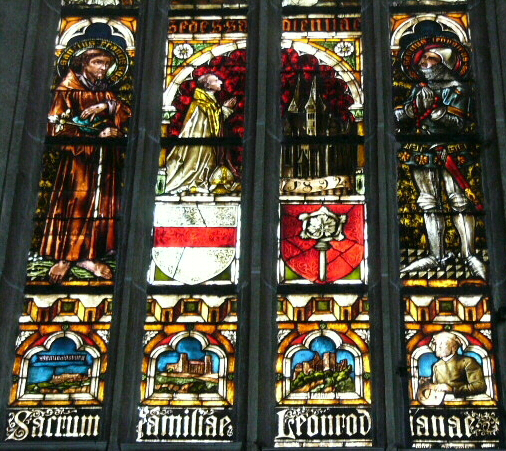
Vitraux consacrés à la famille von Leonrod, à la cathédrale d'Eichstätt